# Race of Champions 2007

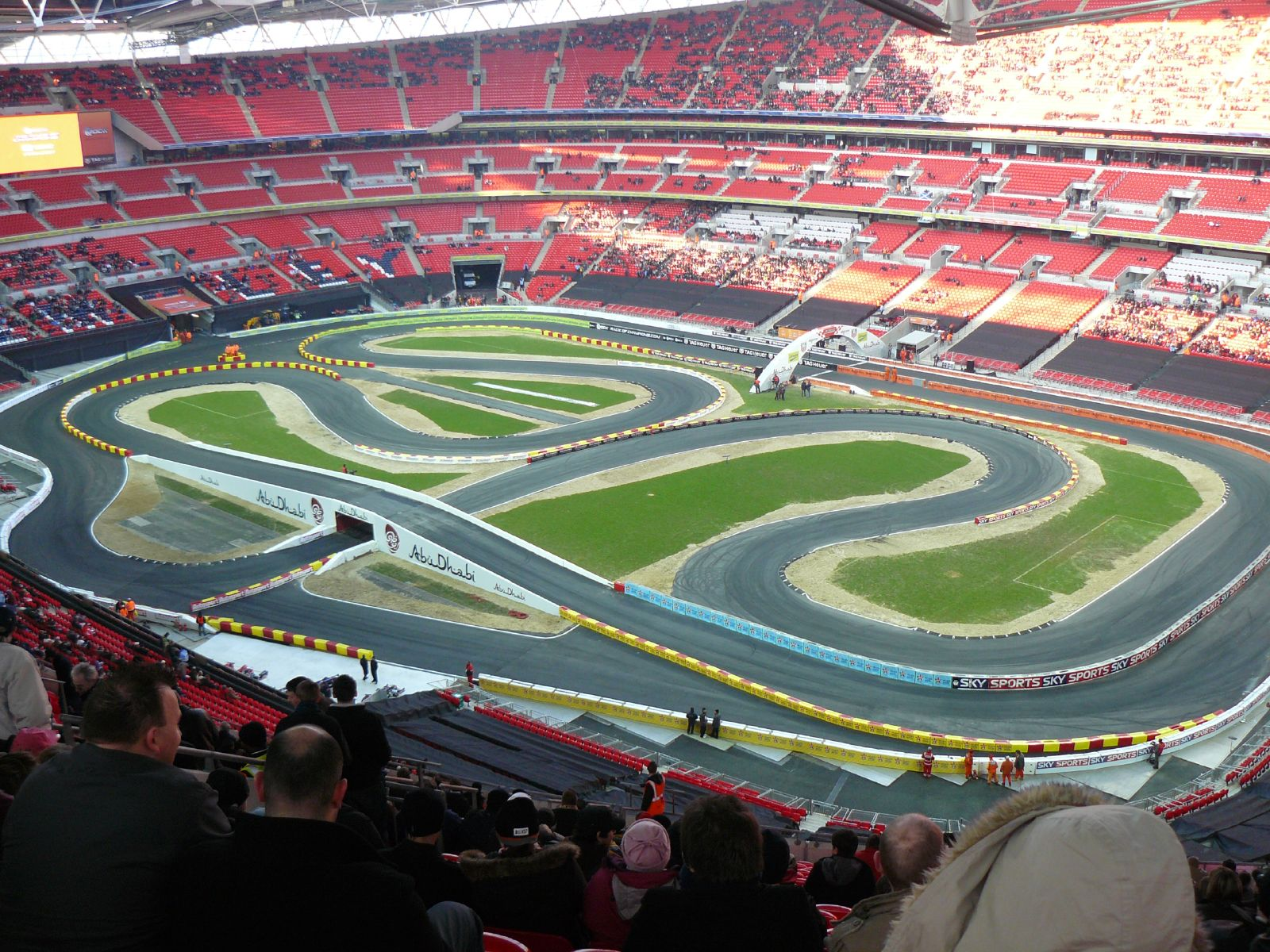
Stadion Wembley podczas Race of Champions 2007

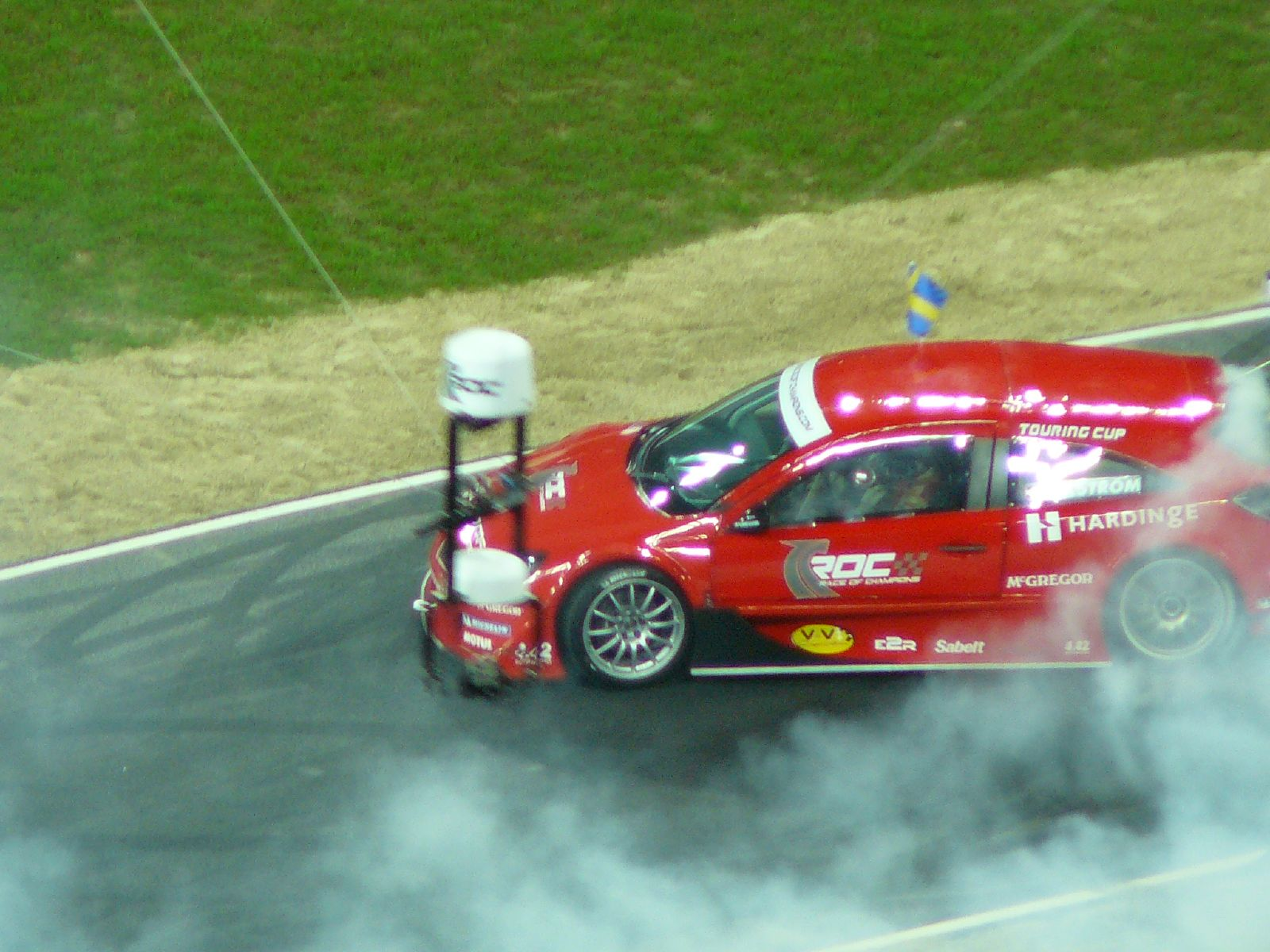
Mattias Ekström w samochodzie Solution F

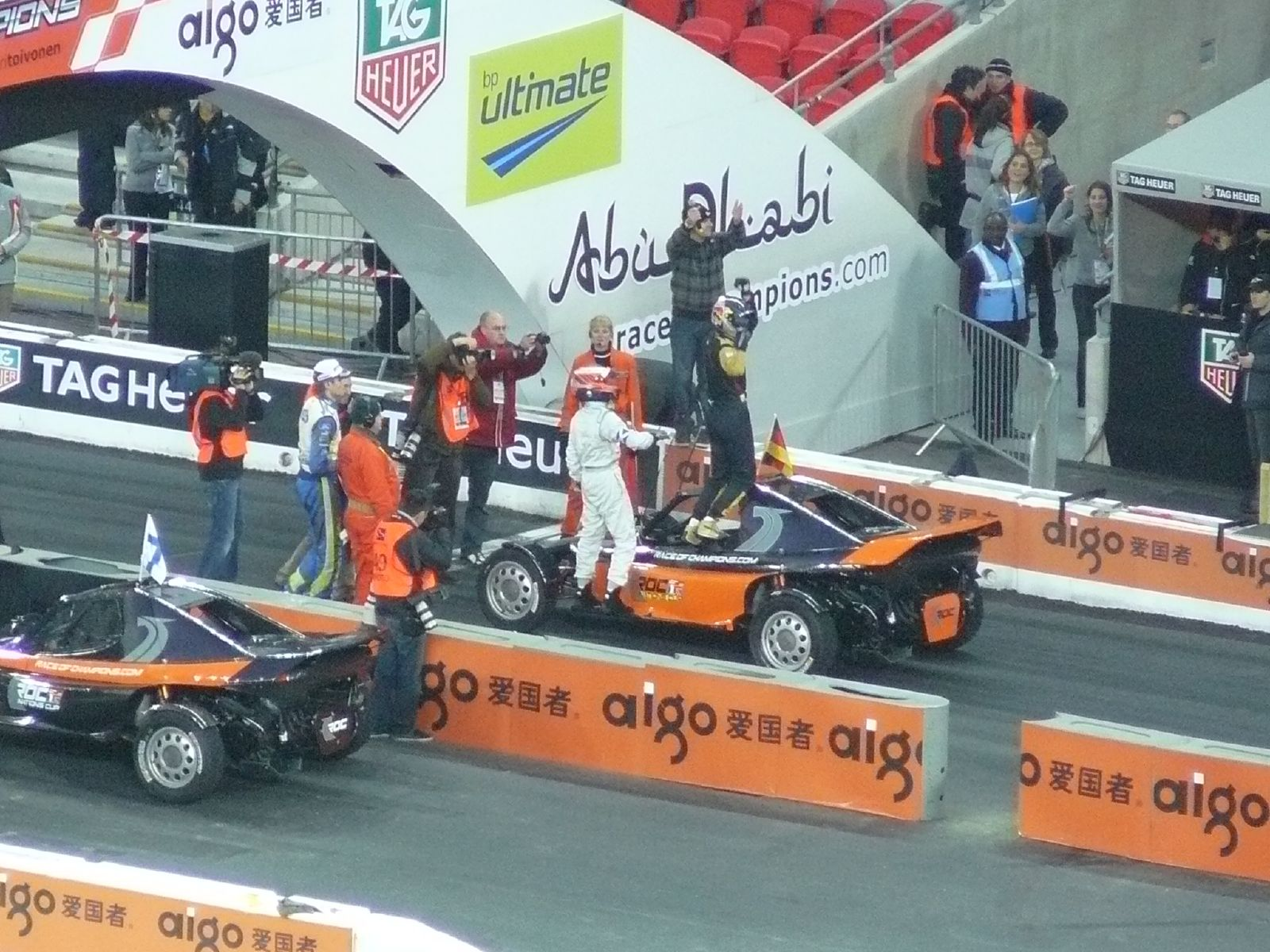
Heikki Kovalainen i Sebastian Vettel przy samochodzie ROC Buggy

Race of Champions 2007 – 20. edycja rozgrywanego co roku wyścigu Race of Champions (Wyścig Mistrzów), w którym biorą udział kierowcy wyścigowi i rajdowi z całego świata. Została rozegrana 16 grudnia 2007 roku na specjalnie do tego celu przygotowanym stadionie Wembley w Londynie.
W wyścigu wzięło udział 16 kierowców reprezentujących barwy 9 państw (zespół skandynawski reprezentował Mattias Ekström ze Szwecji oraz Tom Kristensen z Danii).
Zawodnicy ścigali się takimi samochodami, jak Ford Focus RS WRC '07, Fiat Abarth Grande Punto S2000, Aston Martin V8 Vantage N24, ROC Buggy, a także prototypowy Solution F Touring.
Tytuł Mistrza Mistrzów zdobył po raz drugi w swojej karierze Mattias Ekström, na co dzień jeżdżący w niemieckiej serii DTM. Puchar Narodów wywalczyła reprezentacja Niemiec w składzie Michael Schumacher i Sebastian Vettel.

## Lista startowa kierowców
| Państwo           | Kierowca wyścigowy | Kierowca rajdowy |
| ----------------- | ------------------ | ---------------- |
| Anglia            | Jenson Button      | Andy Priaulx     |
| Szkocja           | David Coulthard    | Alister McRae    |
| Niemcy            | Michael Schumacher | Sebastian Vettel |
| Skandynawia       | Tom Kristensen     | Mattias Ekström  |
| Stany Zjednoczone | Jimmie Johnson     | Travis Pastrana  |
| Finlandia         | Heikki Kovalainen  | Marcus Grönholm  |
| Norwegia          | Petter Solberg     | Henning Solberg  |
| Francja           | Sébastien Bourdais | Yvan Muller      |

## Rywalizacja kierowców
Rywalizacja odbywa się w systemie pucharowym (przegrany odpada). Zwycięzca pojedynku finałowego otrzymuje tytuł Mistrza Mistrzów (Champion of Champions). Pary kierowców do 1/8 finału zostały rozpisane 15 grudnia 2007 r.

|  |                    |                    |                    |                    |   |                    |                    |             |  |  |          |          |          |  |  |       |       |       |
|  | 1/8 finału         | 1/8 finału         | 1/8 finału         |                    |   | Ćwierćfinał        | Ćwierćfinał        | Ćwierćfinał |  |  | Półfinał | Półfinał | Półfinał |  |  | Finał | Finał | Finał |
|  | 1/8 finału         | 1/8 finału         | 1/8 finału         |                    |   | Ćwierćfinał        | Ćwierćfinał        | Ćwierćfinał |  |  | Półfinał | Półfinał | Półfinał |  |  | Finał | Finał | Finał |
|  |                    |                    |                    |                    |   |                    |                    |             |  |  |          |          |          |  |  |       |       |       |
|  |                    |                    |                    |                    |   |                    |                    |             |  |  |          |          |          |  |  |       |       |       |
|  | Michael Schumacher | Michael Schumacher | 1                  |                    |   |                    |                    |             |  |  |          |          |          |  |  |       |       |       |
|  | Michael Schumacher | Michael Schumacher | 1                  |                    |   |                    |                    |             |  |  |          |          |          |  |  |       |       |       |
|  | Henning Solberg    | Henning Solberg    | 0                  |                    |   |                    |                    |             |  |  |          |          |          |  |  |       |       |       |
|  | Henning Solberg    | Henning Solberg    | 0                  |                    |   | Michael Schumacher | Michael Schumacher | 1           |  |  |          |          |          |  |  |       |       |       |
|  |                    |                    |                    |                    |   | Michael Schumacher | Michael Schumacher | 1           |  |  |          |          |          |  |  |       |       |       |
|  |                    |                    | Jenson Button      | Jenson Button      | 0 |                    |                    |             |  |  |          |          |          |  |  |       |       |       |
|  | Jenson Button      | Jenson Button      | Jenson Button      | Jenson Button      | 0 | 1                  |                    |             |  |  |          |          |          |  |  |       |       |       |
|  | Jenson Button      | Jenson Button      |                    |                    |   |                    |                    |             |  |  |          |          |          |  |  |       |       |       |
|  | Alister McRae      | Alister McRae      | 0                  |                    |   |                    |                    |             |  |  |          |          |          |  |  |       |       |       |
|  | Alister McRae      | Alister McRae      | 0                  |                    |   | Michael Schumacher | Michael Schumacher | 1           |  |  |          |          |          |  |  |       |       |       |
|  |                    |                    |                    |                    |   |                    |                    |             |  |  |          |          |          |  |  |       |       |       |
|  |                    |                    | Sébastien Bourdais | Sébastien Bourdais | 0 |                    |                    |             |  |  |          |          |          |  |  |       |       |       |
|  | Jimmie Johnson     | Jimmie Johnson     | Sébastien Bourdais | Sébastien Bourdais | 0 | 0                  |                    |             |  |  |          |          |          |  |  |       |       |       |
|  | Jimmie Johnson     | Jimmie Johnson     |                    |                    |   |                    |                    |             |  |  |          |          |          |  |  |       |       |       |
|  | Sébastien Bourdais | Sébastien Bourdais | 1                  |                    |   |                    |                    |             |  |  |          |          |          |  |  |       |       |       |
|  | Sébastien Bourdais | Sébastien Bourdais | 1                  |                    |   | Sébastien Bourdais | Sébastien Bourdais | 1           |  |  |          |          |          |  |  |       |       |       |
|  |                    |                    |                    |                    |   | Sébastien Bourdais | Sébastien Bourdais | 1           |  |  |          |          |          |  |  |       |       |       |
|  |                    |                    | David Coulthard    | David Coulthard    | 0 |                    |                    |             |  |  |          |          |          |  |  |       |       |       |
|  | David Coulthard    | David Coulthard    | David Coulthard    | David Coulthard    | 0 | 1                  |                    |             |  |  |          |          |          |  |  |       |       |       |
|  | David Coulthard    | David Coulthard    |                    |                    |   |                    |                    |             |  |  |          |          |          |  |  |       |       |       |
|  | Petter Solberg     | Petter Solberg     | 0                  |                    |   |                    |                    |             |  |  |          |          |          |  |  |       |       |       |
|  | Petter Solberg     | Petter Solberg     | 0                  |                    |   | Michael Schumacher | Michael Schumacher | 1           |  |  |          |          |          |  |  |       |       |       |
|  |                    |                    |                    |                    |   |                    |                    |             |  |  |          |          |          |  |  |       |       |       |
|  |                    |                    | Mattias Ekström    | Mattias Ekström    | 2 |                    |                    |             |  |  |          |          |          |  |  |       |       |       |
|  | Heikki Kovalainen  | Heikki Kovalainen  | Mattias Ekström    | Mattias Ekström    | 2 | 1                  |                    |             |  |  |          |          |          |  |  |       |       |       |
|  | Heikki Kovalainen  | Heikki Kovalainen  |                    |                    |   |                    |                    |             |  |  |          |          |          |  |  |       |       |       |
|  | Sebastian Vettel   | Sebastian Vettel   | 0                  |                    |   |                    |                    |             |  |  |          |          |          |  |  |       |       |       |
|  | Sebastian Vettel   | Sebastian Vettel   | 0                  |                    |   | Heikki Kovalainen  | Heikki Kovalainen  | 0           |  |  |          |          |          |  |  |       |       |       |
|  |                    |                    |                    |                    |   | Heikki Kovalainen  | Heikki Kovalainen  | 0           |  |  |          |          |          |  |  |       |       |       |
|  |                    |                    | Andy Priaulx       | Andy Priaulx       | 1 |                    |                    |             |  |  |          |          |          |  |  |       |       |       |
|  | Andy Priaulx       | Andy Priaulx       | Andy Priaulx       | Andy Priaulx       | 1 | 1                  |                    |             |  |  |          |          |          |  |  |       |       |       |
|  | Andy Priaulx       | Andy Priaulx       |                    |                    |   |                    |                    |             |  |  |          |          |          |  |  |       |       |       |
|  | Yvan Muller        | Yvan Muller        | 0                  |                    |   |                    |                    |             |  |  |          |          |          |  |  |       |       |       |
|  | Yvan Muller        | Yvan Muller        | 0                  |                    |   | Andy Priaulx       | Andy Priaulx       | 0           |  |  |          |          |          |  |  |       |       |       |
|  |                    |                    |                    |                    |   |                    |                    |             |  |  |          |          |          |  |  |       |       |       |
|  |                    |                    | Mattias Ekström    | Mattias Ekström    | 1 |                    |                    |             |  |  |          |          |          |  |  |       |       |       |
|  | Mattias Ekström    | Mattias Ekström    | Mattias Ekström    | Mattias Ekström    | 1 | 1                  |                    |             |  |  |          |          |          |  |  |       |       |       |
|  | Mattias Ekström    | Mattias Ekström    |                    |                    |   |                    |                    |             |  |  |          |          |          |  |  |       |       |       |
|  | Tom Kristensen     | Tom Kristensen     | 0                  |                    |   |                    |                    |             |  |  |          |          |          |  |  |       |       |       |
|  | Tom Kristensen     | Tom Kristensen     | 0                  |                    |   | Mattias Ekström    | Mattias Ekström    | 1           |  |  |          |          |          |  |  |       |       |       |
|  |                    |                    |                    |                    |   | Mattias Ekström    | Mattias Ekström    | 1           |  |  |          |          |          |  |  |       |       |       |
|  |                    |                    | Travis Pastrana    | Travis Pastrana    | 0 |                    |                    |             |  |  |          |          |          |  |  |       |       |       |
|  | Marcus Grönholm    | Marcus Grönholm    | Travis Pastrana    | Travis Pastrana    | 0 | 0                  |                    |             |  |  |          |          |          |  |  |       |       |       |
|  | Marcus Grönholm    | Marcus Grönholm    |                    |                    |   |                    |                    |             |  |  |          |          |          |  |  |       |       |       |
|  | Travis Pastrana    | Travis Pastrana    | 1                  |                    |   |                    |                    |             |  |  |          |          |          |  |  |       |       |       |
|  | Travis Pastrana    | Travis Pastrana    | 1                  |                    |   |                    |                    |             |  |  |          |          |          |  |  |       |       |       |

### 1/8 finału
| Kierowca                     |    | Kierowca                     |
| ---------------------------- | -- | ---------------------------- |
| Michael Schumacher 1:50.1346 | vs | Henning Solberg 1:52.2629    |
| Jenson Button 1:52.3686      | vs | Alister McRae 1:54.8733      |
| Jimmie Johnson 1:49.6683     | vs | Sébastien Bourdais 1:48.9771 |
| David Coulthard 1:50.6241    | vs | Petter Solberg 2:06.7098     |
| Heikki Kovalainen 1:50.2973  | vs | Sebastian Vettel 1:51.1478   |
| Andy Priaulx 1:49.6485       | vs | Yvan Muller 1:51.6445        |
| Mattias Ekström 1:50.0963    | vs | Tom Kristensen 1:51.1692     |
| Marcus Grönholm 1:56.8349    | vs | Travis Pastrana 1:55.2582    |

### Ćwierćfinały
| Kierowca                     |    | Kierowca                  |
| ---------------------------- | -- | ------------------------- |
| Michael Schumacher 1:48.0203 | vs | Jenson Button 1:49.1543   |
| Sébastien Bourdais 1:50.4782 | vs | David Coulthard 1:51.4879 |
| Heikki Kovalainen 1:53.7035  | vs | Andy Priaulx 1:53.6036    |
| Mattias Ekström 1:54.3696    | vs | Travis Pastrana 2:02.1632 |

### Półfinały
| Kierowca                     |    | Kierowca                     |
| ---------------------------- | -- | ---------------------------- |
| Michael Schumacher 1:47.9105 | vs | Sébastien Bourdais 1:48.9747 |
| Andy Priaulx -               | vs | Mattias Ekström 1:49.3806    |

### Finał
Finał od pozostałych rund różni się tym, że kierowcy rozgrywają nie jeden, ale 3 wyścigi. Zwycięzca dwóch wyścigów zdobywa tytuł Mistrza Mistrzów.
| Kierowca                                   |    | Kierowca                                        |
| ------------------------------------------ | -- | ----------------------------------------------- |
| Michael Schumacher 1:49.8010 1:47.0026 - 1 | vs | Mattias Ekström 1:48.1945 1:47.9687 1:47.3191 2 |

## Puchar Narodów
Rywalizacja o Puchar Narodów (Nations Cup) odbywa się na podobnych zasadach jak rywalizacja indywidualna kierowców. Pary do ćwierćfinałów rozpisano 14 grudnia 2007.
|  |                   |                   |             |           |   |           |           |          |  |  |       |       |       |
|  | Ćwierćfinał       | Ćwierćfinał       | Ćwierćfinał |           |   | Półfinał  | Półfinał  | Półfinał |  |  | Finał | Finał | Finał |
|  | Ćwierćfinał       | Ćwierćfinał       | Ćwierćfinał |           |   | Półfinał  | Półfinał  | Półfinał |  |  | Finał | Finał | Finał |
|  |                   |                   |             |           |   |           |           |          |  |  |       |       |       |
|  |                   |                   |             |           |   |           |           |          |  |  |       |       |       |
|  | Francja           | Francja           | 1           |           |   |           |           |          |  |  |       |       |       |
|  | Francja           | Francja           | 1           |           |   |           |           |          |  |  |       |       |       |
|  | Norwegia          | Norwegia          | 2           |           |   |           |           |          |  |  |       |       |       |
|  | Norwegia          | Norwegia          | 2           |           |   | Norwegia  | Norwegia  | 0        |  |  |       |       |       |
|  |                   |                   |             |           |   | Norwegia  | Norwegia  | 0        |  |  |       |       |       |
|  |                   |                   | Finlandia   | Finlandia | 2 |           |           |          |  |  |       |       |       |
|  | Finlandia         | Finlandia         | Finlandia   | Finlandia | 2 | 2         |           |          |  |  |       |       |       |
|  | Finlandia         | Finlandia         |             |           |   |           |           |          |  |  |       |       |       |
|  | Skandynawia       | Skandynawia       | 0           |           |   |           |           |          |  |  |       |       |       |
|  | Skandynawia       | Skandynawia       | 0           |           |   | Finlandia | Finlandia | 1        |  |  |       |       |       |
|  |                   |                   |             |           |   |           |           |          |  |  |       |       |       |
|  |                   |                   | Niemcy      | Niemcy    | 2 |           |           |          |  |  |       |       |       |
|  | Szkocja           | Szkocja           | Niemcy      | Niemcy    | 2 | 0         |           |          |  |  |       |       |       |
|  | Szkocja           | Szkocja           |             |           |   |           |           |          |  |  |       |       |       |
|  | Anglia            | Anglia            | 2           |           |   |           |           |          |  |  |       |       |       |
|  | Anglia            | Anglia            | 2           |           |   | Anglia    | Anglia    | 0        |  |  |       |       |       |
|  |                   |                   |             |           |   | Anglia    | Anglia    | 0        |  |  |       |       |       |
|  |                   |                   | Niemcy      | Niemcy    | 2 |           |           |          |  |  |       |       |       |
|  | Stany Zjednoczone | Stany Zjednoczone | Niemcy      | Niemcy    | 2 | 1         |           |          |  |  |       |       |       |
|  | Stany Zjednoczone | Stany Zjednoczone |             |           |   |           |           |          |  |  |       |       |       |
|  | Niemcy            | Niemcy            | 2           |           |   |           |           |          |  |  |       |       |       |
|  | Niemcy            | Niemcy            | 2           |           |   |           |           |          |  |  |       |       |       |

### Ćwierćfinały
| Zespół |    | Zespół                                                                                                 |
| --- | -- | --- |
| Francja Sébastien Bourdais 1:51.6054 Yvan Muller 1:55.2650 Dogrywka Sébastien Bourdais - 1                | vs | Norwegia Henning Solberg 1:55.1300 Petter Solberg 1:55.0342 Dogrywka Petter Solberg 1:56.2768 2        |
| Finlandia Heikki Kovalainen 1:50.9680 Marcus Grönholm 1:51.3012 2                                         | vs | Skandynawia Tom Kristensen 1:51.7954 Mattias Ekström 1:52.4360 0                                       |
| Szkocja David Coulthard 2:04.5674 Alister McRae 1:59.2322 0                                               | vs | Anglia Jenson Button 2:02.9926 Andy Priaulx 1:53.9674 2                                                |
| Stany Zjednoczone Jimmie Johnson 2:04.5386 Travis Pastrana 1:53.2361 Dogrywka Travis Pastrana 1:55.6721 1 | vs | Niemcy Michael Schumacher 2:01.6595 Sebastian Vettel 1:54.6346 Dogrywka Michael Schumacher 1:51.4714 2 |

### Półfinały
| Zespół                                                        |    | Zespół                                                            |
| ------------------------------------------------------------- | -- | ----------------------------------------------------------------- |
| Norwegia Henning Solberg 2:02.4305 Petter Solberg 1:54.1627 0 | vs | Finlandia Heikki Kovalainen 2:01.0103 Marcus Grönholm 1:52.1561 2 |
| Anglia Jenson Button 1:50.1701 Andy Priaulx 1:52.3379 0       | vs | Niemcy Michael Schumacher 1:49.7097 Sebastian Vettel 1:51.7319 2  |

### Finał
| Zespół                                                                                                 |    | Zespół                                                                                       |
| --- | -- | -------------------------------------------------------------------------------------------- |
| Finlandia Heikki Kovalainen 2:06.5077 Marcus Grönholm 1:51.3727 Dogrywka Heikki Kovalainen 1:51.1503 1 | vs | Niemcy Michael Schumacher - Sebastian Vettel 1:50.8516 Dogrywka Sebastian Vettel 1:49.6363 2 |